# Massels
Massels település Franciaországban, Lot-et-Garonne megyében. Lakosainak száma 118 fő (2022. január 1.). Massels Blaymont, Saint-Amans-du-Pech, Frespech és Massoulès községekkel határos.

## Népesség
A település népességének változása:
| Lakosok száma | 137  | 109  | 104  | 107  | 109  | 114  | 115  | 116  | 116  | 118  |
|               | 1968 | 1982 | 1990 | 2006 | 2013 | 2015 | 2017 | 2019 | 2020 | 2022 |